# Citrus megye
Citrus megye az Amerikai Egyesült Államokban, azon belül Florida államban található. Megyeszékhelye Inverness, legnagyobb városa Homosassa Springs. Lakosainak száma 153 843 fő (2020. április 1.). Citrus megye Levy, Marion, Sumter és Hernando megyékkel határos.

## Népesség
A megye népességének változása:
| Lakosok száma | 141 288 | 139 809 | 139 320 | 139 271 | 141 058 | 153 843 |
|               | 2010    | 2011    | 2012    | 2013    | 2015    | 2020    |